# مركز إمبابة
مركز إمبابة هو مركز سابق بمحافظة الجيزة مركزها مدينة منشأة القناطر، غير اسم المركز إلى اسم مركز منشأة القناطر نسبة إلى قاعدته.
سلف المركز هو قسم أول الجيزة (قسم أوسيم) الذي أنشئ سنة 1826 وكانت قاعدته أوسيم، غير اسمه إلى قسم أوسيم في عام 1880، ونقلت مقر القسم إلى إمبابة في عام 1884 بسبب قربها من خط السكة الحديدة ولكنه بقي يعرف باسم قسم أوسيم. سمي باسم مركز في عام 1889 وأصبح يعرف باسم مركز إمبابة في 22 فبراير 1896. أصبحت أوسيم مدينة في عام 1975 ونقل المركز إليها مرة أخرى في سنة 1977 ولكن بقي يعرف بمركز إمبابة، وفصل مركز منفصل باسم أوسيم في عام 1997 عن مركز إمبابة الذي نقلت قاعدته إلى منشأة القناطر، ثم أصبح يعرف باسم مركز منشأة القناطر.

## قرى المركز
- الكوم الأحمر
- شنباري
- جزيرة محمد
- قرية القطا
- السد
- المناشي
- بهرمس
- المنصورية
- البراجيل
- قرية ناهيا
- برطس
- كفر حجازي
- القرطين
- طناش
- أبو غالب
- وردان
- مدينة العمال
- مدينة التحرير
- ارض الحداد
- الوراق العرب
- عزبة المفتى
- المنيرة الغربية
- المنيرة الشرقية